# Куркума круглая
Курку́ма круглая (лат. Cúrcuma leucorrhiza) — вид однодольных многолетних травянистых растений рода Куркума семейства Имбирные (Zingiberaceae).
В естественных условиях произрастает в Индии.
Корни вытянутые, продолговатые. Листья на черешках, узкие ланцетной формы. Цветки крупные.
В Индии из корней традиционно получали крахмал.
Выкопанный корень растирали на камне или толкли в ступке, затем руками отжимали излишек влаги и процеживали через ткань. Получившуюся массу (fecula) укладывали для сушки, после чего продукт был готов для использования.